# Herrbach (Neckar)
Der Herrbach ist ein etwa 41⁄2 km langer Bach im nördlichen Kraichgau und im südlichen Odenwald im Gebiet des Stadtteils Dilsberg der Kleinstadt Neckargemünd, die im baden-württembergischen Rhein-Neckar-Kreis liegt. Nach insgesamt etwa nordwestlichem Lauf mündet er beim Weiler Rainbach von Dilsberg von links in den unteren Neckar.

## Name
Der heutige Herrbach würde in früherer Zeit Reimbach, Reymbach und Rinbach genannt, also ungefähr wie der Rainbach, sein heutiger letzter rechter Zufluss, ein vom heutigen Namen ganz verschiedener, den wohl schon der des Mündungsortes Rainbach vermuten lässt. In etwas jüngerer Zeit wurde er dann auch Herrenbach genannt.

## Geographie

### Verlauf
Der Herrbach beginnt seinen Lauf auf etwa 225 m ü. NHN etwa einen Viertelkilometer östlich des Dilsberger Aussiedlerhofes Siedlerstraße Nr. 35 am Rand eines weidenreichen Waldrandes mit kleinen Quellbereichen, deren Schüttung dem Waldrand entlang in einem Graben südwestwärts abfließt. Nach etwa 300 Metern wölbt sich etwa hundert Meter lang eine Hecke mit nicht sehr hohen überstehenden Ahorn-, Pappel- und Weidenbäumen über den Graben. Etwa zweihundert Meter weiter löst sich dieser vom Waldrand und von Norden läuft aus einer Mulde zwischen den Aussiedlerhöfen Nr. 35 und Nr. 34 an der Siedlerstraße ein erster Entwässerungsgraben zu, der einem Feldweg folgt.
Der nach wie vor grabenartige Bachlauf, nunmehr ohne höheren Bewuchs am Ufer, wendet sich zwischen Mähwiesen und Äckern nach Westnordwesten. Nachdem er 600 Meter später den Rand der K 4200 Langenzell–Dilsbergerhof–Neuhof-Rainsbach erreicht hat, folgt er der Kreisstraße an der Seite nordwärts auf Dilsbergerhof zu.
In diesem Dilsberger Weiler ist er auf einem Abschnitt eingefasst und nimmt aus dem Südwesten den Büchsengraben auf, seinen mit 1,6 km längsten Zufluss. Unterhalb von Dilsbergerhof beginnt sich der Bach nun erstmals etwas zu schlingen, er gräbt sich auch stärker ins Gelände ein. Von links rückt der Waldbezirk Reitberg am Abhang des Oberen Stadtwaldes näher an den Lauf heran und rechtsseits setzt erstmals ein schmaler Hangwaldstreifen ein, der den nunmehr gehölzbegleiteten Bach in der Folge vom Weiler Neuhof trennt.
Noch ehe er ganz in den Wald eintritt, entwickelt der Bach nunmehr auf Nordnordwestlauf Mäander, er verläuft in einer Geländerinne und wird von Beständen des Drüsigen Springkrauts begleitet, der Durchfluss ist dort zuweilen nur spärlich. Im Wald stehen dann oft Erlen am Ufer, das etwa zwei später bis zu drei Meter breite, oft steinige Bachbett hat auch sandiges Sediment und grenzt zuweilen an Kiesbänke, es gibt quergelegte Buntsandsteinschwellen und mancherorts tiefe Gumpen im Lauf. Mehr und mehr liegen auch große Blöcke auf dem Bachgrund. Weniger als 200 Meter vor der Lochmühle staut eine Steinmauer den Bach auf.
Kurz vor dieser Mühle läuft von Osten her der nur etwa 0,6 km lange, aber recht natürlich anmutende Rainbach zu. Ab der Mühle wendet sich der Bach mehr und mehr auf westlichen Lauf und fließt nun zwischen Häuserzeilen des Weilers Rainbach rechts und links am Hang. Er quert zuletzt die hier Dilsberger Straße genannte K 4200, läuft über die weniger als 50 Meter breite linke Flussaue und fließt dann auf 112,2 m ü. NHN am Ende der langen Nordschlinge des Flusses um den Dilsberg von links in den unteren Neckar ein.
Der Herrbach mündet nach ca. 4,5 km langem Lauf mit mittlerem Sohlgefälle von rund 25 ‰ etwa 112 Höhenmeter unterhalb seines Ursprungs östlich der Aussiedlerhöfe bei Dilsbergerhof.

### Einzugsgebiet
Der Herrbach hat ein 6,0 km² großes Einzugsgebiet. Es verteilt sich auf zwei große Naturräume, den Kraichgau im Südosten und den Buntsandstein-Odenwald im Nordwesten. Der Anteil des Kraichgaus liegt zur Gänze im Schwarzbachgäu des Unterraumes Lein-Elsenz-Hügelland, während der Odenwald-Anteil aus einem vom Königstuhl weit außerhalb im Westen über den teilweise innerhalb liegenden Oberen Stadtwald bis etwas ostwärts des mittleren Herbachslaufes auskeilenden Teil des Westlichen Kleinen Odenwaldes im Unterraum Kleiner Odenwald besteht, großteils aber und nördlich davon aus einem Teil des Unterraumes Odenwald-Neckartal.
Der mit etwa 355 m ü. NHN höchste Punkt liegt an der westlichen Wasserscheide auf dem Hochplateau des Oberen Stadtwaldes. Außer im Norden ist der Rand des Einzugsgebietes überall mit Wald bestanden, der etwa zwei Fünftel seiner Fläche bedeckt. Im Westen sind es vor allem die sich weit aufwärts bis auf die Höhe des Oberen Stadtwaldes erstreckenden Hangwälder der Distrikte Reitberg und Totenkopf. Der letzte ist dann mit einem schmalen Waldriegel im Süden mit den Distrikten Ackerkirschenwald, Bannwald und Haberwald im Süden und Südosten verbunden. Der nordöstlichen Wasserscheide entlang zieht sich wiederum ein nur schmaler Waldriegel, der bald in die aufgelassene Neckarschlinge um Mückenloch jenseits von ihr abfällt.
Im zentralen offenen Teil des Gebietes erstrecken sich im Süden um Dilsbergerhof herum Äcker und Wiesen, nördlich von Neuhof, wo der Wald kurz auch auf die rechte Talseite herüberreicht, gibt es dann vor allem Obstwiesen am Westabfall des Dilsbergs.
Die offenen Gebietsanteile liegen alle in der Teilgemarkung Dilsberg der Stadt Neckargemünd, darin liegen der Weiler Dilsbergerhof um den Mittellauf, einige Aussiedlerhöfe östlich davon im Oberlaufbogen des Baches, der Weiler Neuhof etwas abwärts davon rechts über der Talkerbe. Der Weiler Rainau mit am oberen Ortsende der Lochmühle liegt um die Mündung. Der überwiegende Teil der Siedlungsfläche von Dilsberg selbst erstreckt sich dem Ostrand des Einzugsgebietes entlang. Daneben gehören kleinere Waldgebiete im Südwesten im Herrenwald zur Nachbargemeinde Wiesenbach und im Nordwesten am Abfall des Oberen Stadtwaldes zur zentralen Stadtgemarkung von Neckargemünd.
Reihum grenzen die Einzugsgebiete der folgenden Nachbargewässer an:
- Im Norden gibt es vor dem den Herrbach aufnehmenden Neckar keine weiteren Dauergewässer;
- im Osten entwässert der Gießbach den flussabwärtigen Teil der früheren Neckarschlinge um Mückenloch;
- im Südosten, Süden und Südwesten konkurriert der Biddersbach über seine – den letzten Totenkopfgraben davon ausgenommen – recht kurzen rechten Zuflüsse, er mündet in die Elsenz, die flussabwärts in Neckargemünd durch den rücklaufenden Teil der ehemaligen Neckargemünd-Bammentaler Flussschlinge in den Neckar mündet;
- jenseits eines kurzen Stücks westlicher Wasserscheide im Oberen Stadtwald entwässert der nur kurze Münzenbach gegen die alte Flussrichtung den Nordteil des näherliegenden fortlaufenden Teils der ehemaligen Neckargemünd-Bammentaler Flussschlinge zum Neckar.

### Zuflüsse
Liste der Zuflüsse von der Quelle zur Mündung. Gewässerlänge, Einzugsgebiet und Höhe nach den entsprechenden Layern auf der Onlinekarte der LUBW. Andere Quellen für die Angaben sind vermerkt.
Ursprung des Herrbachs auf etwa 225 m ü. NHN östlich des Aussiedlerhofes von Dilsbergerhof an der Siedlerstraße am Waldrand.
- (Graben am Gewann Kohlplattenwiese), von rechts und Norden auf etwa 203 m ü. NHN südlich des Aussiedlerhofes, ca. 0,4 km[LUBW 7] und über 0,3 km².[LUBW 8] Entsteht auf etwa 213 m ü. NHN wenig westlich des Aussiedlerhofes. Weggraben inmitten seiner natürlichen Mulde.
- (Graben vom Gewann Tannenfloß), von links und Südsüdwesten auf etwa 194 m ü. NHN südlich von Dilsbergerhof, ca. 0,6 km[LUBW 7] und über 0,2 km².[LUBW 8] Entsteht auf etwa 210 m ü. NHN wenig vor dem Gräflich Reichenbachschen Wald. Grundstücksrandgraben inmitten seiner natürlichen Mulde.
- Büchsengraben, von links und Südwesten auf etwa 190 m ü. NHN in Dilsbergerhof, 1,6 km und ca. 1,2 km².[LUBW 8] Entsteht auf etwa 225 m ü. NHN im Herrenwald.
  - (Zufluss), von links und Westen auf etwa 191 m ü. NHN am Westrand von Dilsbergerhof, ca. 0,8 km[LUBW 7] und ca. 0,5 km².[LUBW 8] Entsteht unbeständig auf etwa 240 m ü. NHN in einem Klingenriss am Unterhang des Reuterbergs. Nach dem Waldaustritt Wegseitengraben.
- Langwiesengraben, von rechts und Norden auf etwa 189 m ü. NHN in Dilsbergerhof, 1,0 km und ca. 0,9 km².[LUBW 8] Entsteht auf etwa 206 m ü. NHN wenig südwestlich der Schule am Südrand von Neuhof. Gerade gezogener Grundstücksrandgraben in seiner natürlichen Mulde.
- Rainbach, von rechts und Osten auf etwa 137 m ü. NHN vor der Lochmühle am Ortsanfang von Rainbach, 0,6 km und ca. 0,5 km².[LUBW 8] Entsteht auf etwa 200 m ü. NHN an der Talsteige der K 4200 von Neuhof nach Rainbach hinunter.

Mündung des Herrbachs von links und zuletzt Osten auf 112,2 m ü. NHN bei Rainbach in den unteren Neckar. Der Herrbach ist ca. 4,5 km lang und hat ein 6,0 km² großes Einzugsgebiet.

## Geologie
Im Norden des Einzugsgebietes steht Buntsandstein an, vom Oberen Buntsandstein auf der Höhe des Oberen Stadtwald und am Ostrand des südlichen Dilsberg über den Mittleren Buntsandstein an den Hängen darunter bis zum Unteren Buntsandstein im und um den Weiler Rainbach an der Mündung.
Im überwiegenden Teil des Einzugsgebietes in dessen Mitte und in seinem Süden sind die triassischen Gesteine im Untergrund durchweg mit Lösssediment aus dem Quartär überlagert, ohne Fenster auf das Gestein im Untergrund. Ob darunter Buntsandstein oder vielmehr der in Ablagerungsfolge höhere Muschelkalk ansteht, ist deshalb unklar. Jedoch streicht südlich des Einzugsgebietes an einer Talflanke des Biddersbach in sogar tieferer Höhenlage Oberer Muschelkalk und Mittlerer Muschelkalk aus.

## Natur und Schutzgebiete
Über ein Quadratkilometer des Einzugsgebiets zwischen Dilsbergerhof im Süden, Rainbach im Norden und der westlichen Wasserscheide sind Wasserschutzgebiet. Fast das ganze Einzugsgebiet außerhalb der Ortslagen gehört zum Landschaftsschutzgebiet Neckartal I-Kleiner Odenwald, das ganze zum Naturpark Neckartal-Odenwald.

## Tourismus
Das Einzugsgebiet des Herrbachs wird von vier Hauptwanderwegen des Odenwaldklubs durchzogen:
- Der HW 38 Mörtelstein–Heidelberg, markiert mit kopfstehenden grünen Dreieck, streift auf seiner Etappe Waldwimmersbach–Neckargemünd den Südrand des Einzugsgebietes.
- Der HW 21 oder Franken-Hessen-Kurpfalz-Weg, markiert mit einem roten Kreuz, steigt auf seiner Etappe zwischen Mückenloch und Neckargemünd aus der vom Fluss verlassenen Mückenlocher Neckarschlinge zur rechten Wasserscheide hoch, folgt dieser nach Norden und quert dann den Unterlauf des Herrbachs.
- Der HW 15 oder Main-Stromberg-Weg, markiert mit einem roten Quadrat, auf seiner Etappe Eschelbronn–Neckarsteinach läuft ebenfalls dem östlichen Einzugsgebietsrand entlang.
- Der HW 62 oder Linke Neckarrandweg, markiert mit einem gelben R, kreuzt auf seiner Etappe zwischen Mückenloch und Neckargemünd, dort mit dem  HW 21 gebündelt, den Unterlauf des Herrbachs.

### LUBW
Amtliche Online-Gewässerkarte mit passendem Ausschnitt und den hier benutzten Layern: Lauf und Einzugsgebiet des Herrbachs

Allgemeiner Einstieg ohne Voreinstellungen und Layer: Daten- und Kartendienst der Landesanstalt für Umwelt Baden-Württemberg (LUBW) (Hinweise)
1. 1 2   Frühere Namen nach:
  - Albert Krieger, Topographisches Wörterbuch des Großherzogtums Baden, Heidelberg, Band 2, S. 512, Online bei digi.ub.uni-heidelberg.de:
  - „Rainbach, alter Name für den heutigen Herrenbach (Herrbach), einen bei Rainbach unter Dilsberg mündenden linken Nebenbach des Neckars TK. 32 (Heidelberg). – die Reimbach, Reymbach, Rinbach 1502. Z. 4, 89“

Mit Herrenbach ist der Unterlauf auch auf dem
  - Meßtischblatt 6618 Neckargemünd von 1878 in der Deutschen Fotothek

beschriftet. Diese Namensform findet eine Stütze auch an zwei topographischen Namen im oberen Einzugsgebiet mit dem Bildungselement Herren-, insbesondere des Waldgebietes Herrenwald um den großen linken Zufluss Büchsengraben.
2. 1 2 3  Höhe nach dem Höhenlinienbild auf dem Hintergrundlayer Topographische Karte.
3. 1 2  Höhe nach grauer Beschriftung auf dem Hintergrundlayer Topographische Karte.
4. 1 2  Länge nach dem Layer Gewässernetz (AWGN), ergänzt um ein kleines, auf der Gewässerkarte nicht berücksichtigtes Anfangsstück, das auf dem Hintergrundlayer Topographische Karte abgemessen wurde.
5. 1 2 3  Einzugsgebiet nach dem Layer Basiseinzugsgebiet (AWGN).
6. ↑  Länge nach dem Layer Gewässernetz (AWGN).
7. 1 2 3  Länge abgemessen auf dem Hintergrundlayer Topographische Karte.
8. 1 2 3 4 5 6  Einzugsgebiet abgemessen auf dem Hintergrundlayer Topographische Karte.
9. ↑  Schutzgebiete nach den einschlägigen Layern, Natur teilweise nach dem Layer Geschützte Biotope.

### Andere Belege
1. ↑  Josef Schmithüsen: Geographische Landesaufnahme: Die naturräumlichen Einheiten auf Blatt 161 Karlsruhe. Bundesanstalt für Landeskunde, Bad Godesberg 1952. → Online-Karte (PDF; 5,1 MB)
2. ↑  Geologie nach den Layern zu Geologische Karte 1:50.000 auf: Mapserver des Landesamtes für Geologie, Rohstoffe und Bergbau (LGRB) (Hinweise)